# Armuña de Almanzora
Armuña de Almanzora è un comune spagnolo  situato nella comunità autonoma dell'Andalusia.